# Marcel Houyoux
Marcel Houyoux (Bouffioulx, 2 de maig de 1903 - Charleroi, 28 de novembre de 1983) va ser un ciclista belga. Fou professional entre 1925 i 1935.
El seu èxit més important fou la victòria a la Lieja-Bastogne-Lieja de 1932.

## Palmarès
- 1932
  - 1r a la Lieja-Bastogne-Lieja
  - Vencedor d'una etapa a la Volta a Bèlgica